# Gäddetjärnet (Tösse socken, Dalsland)
Gäddetjärnet är en sjö i Åmåls kommun i Dalsland och ingår i Göta älvs huvudavrinningsområde.